# Bethon
Bethon és un municipi francès, situat al departament del Marne i a la regió del Gran Est. L'any 2007 tenia 265 habitants.

## Demografia

### Població
El 2007 la població de fet de Bethon era de 265 persones. Hi havia 118 famílies, de les quals 28 eren unipersonals (16 homes vivint sols i 12 dones vivint soles), 39 parelles sense fills, 35 parelles amb fills i 16 famílies monoparentals amb fills.
La població ha evolucionat segons el següent gràfic:
Habitants censats

### Habitatges
El 2007 hi havia 152 habitatges, 119 eren l'habitatge principal de la família, 21 eren segones residències i 12 estaven desocupats. 148 eren cases i 3 eren apartaments. Dels 119 habitatges principals, 102 estaven ocupats pels seus propietaris, 14 estaven llogats i ocupats pels llogaters i 3 estaven cedits a títol gratuït; 5 tenien dues cambres, 15 en tenien tres, 20 en tenien quatre i 79 en tenien cinc o més. 104 habitatges disposaven pel capbaix d'una plaça de pàrquing. A 64 habitatges hi havia un automòbil i a 42 n'hi havia dos o més.

### Piràmide de població
La piràmide de població per edats i sexe el 2009 era:
| Homes | Edats   | Dones |
| ----- | ------- | ----- |
| 0     | 95 o +  | 0     |
| 0     | 90 a 94 | 0     |
| 0     | 85 a 89 | 0     |
| 0     | 80 a 84 | 8     |
| 12    | 75 a 79 | 0     |
| 0     | 70 a 74 | 12    |
| 8     | 65 a 69 | 0     |
| 16    | 60 a 64 | 16    |
| 0     | 55 a 59 | 4     |
| 12    | 50 a 54 | 12    |
| 16    | 45 a 49 | 12    |
| 4     | 40 a 44 | 12    |
| 8     | 35 a 39 | 12    |
| 16    | 30 a 34 | 8     |
| 0     | 25 a 29 | 12    |
| 4     | 20 a 24 | 4     |
| 4     | 15 a 19 | 8     |
| 16    | 10 a 14 | 0     |
| 8     | 5 a 9   | 8     |
| 12    | 0 a 4   | 12    |

## Economia
El 2007 la població en edat de treballar era de 161 persones, 124 eren actives i 37 eren inactives. De les 124 persones actives 120 estaven ocupades (64 homes i 56 dones) i 4 estaven aturades (3 homes i 1 dona). De les 37 persones inactives 13 estaven jubilades, 12 estaven estudiant i 12 estaven classificades com a «altres inactius».

### Ingressos
El 2009 a Bethon hi havia 126 unitats fiscals que integraven 296 persones, la mediana anual d'ingressos fiscals per persona era de 21.449 €.

### Activitats econòmiques
Dels 10 establiments que hi havia el 2007, 4 eren d'empreses alimentàries, 1 d'una empresa de construcció, 2 d'empreses de comerç i reparació d'automòbils, 1 d'una empresa d'hostatgeria i restauració, 1 d'una empresa financera i 1 d'una empresa de serveis.
Dels 3 establiments de servei als particulars que hi havia el 2009, 1 era una oficina bancària, 1 fusteria i 1 restaurant.
L'any 2000 a Bethon hi havia 71 explotacions agrícoles que ocupaven un total de 816 hectàrees.

## Poblacions més properes
El següent diagrama mostra les poblacions més properes.